# Rudbeckia nitida
Espèce
Synonymes
- Rudbeckia glabra DC.[2] [3] [1]
- Rudbeckia nitida var. nitida[2] [1]

Rudbeckia nitida est une espèce de plante à fleurs de la famille des Astéracées, originaire d'Amérique du Nord.
C'est une plante herbacée ornementale.

## Liste des variétés
Selon Tropicos (30 décembre 2018) (Attention liste brute contenant possiblement des synonymes) :
- Rudbeckia nitida var. longifolia A. Gray
- Rudbeckia nitida var. nitida
- Rudbeckia nitida var. texana Perdue